# Roger Sherman Baldwin
Roger Sherman Baldwin, född 4 januari 1793 i New Haven, Connecticut, död 19 februari 1863, var en amerikansk jurist inblandad i rättsfallet om Amistad. Han blev senare guvernör i Connecticut och senator.

## Tidigt liv
Roger Sherman Baldwin började vid Yale College vid fjorton års ålder och tog examen med höga betyg 1811. När han hade lämnat Yale studerade han juridik vid sin fars byrå i New Haven och vid Litchfield Law School. Han blev ledamot av advokatsamfundet 1814.
Trots att han flera gånger anmodades att ta offentliga uppdrag, ägnade han sig genom hela livet åt det yrke han hade valt. Han blev mycket respekterad i yrket, särskilt i diskussioner om rättsliga frågor. Hans försvar 1841 av de rättigheter som afrikanerna hade som var ombord på fartyget Amistad 1841, har blivit firat både för hur väl han förde försvaret och för det intresse som väcktes för de fångna afrikanerna.

## Politisk karriär
Sedan Baldwin hade varit ledamot av stadsstyrelsen i New Haven 1826 och 1828, valdes han 1837 och 1838 till Connecticuts senat. Han valdes till guvernör av Connecticut 1844 och efterträdde Chauncey Fitch Cleveland den 1 maj 1844. Han blev återvald 1845, men efterträddes av Isaac Toucey den 6 maj 1846.   
När senatorn J. W. Huntington avled 1847, utsågs Baldwin av delstatens dåvarande guvernör Clark Bissell att fylla den vakans som hade uppstått i USA:s senat. Han tillträdde tjänsten som senator i december det året. I maj året därpå valdes han av Connecticuts parlament till samma position, och satt kvar till 1851. Efter detta hade han inga offentliga uppdrag, förutom att han var elektor i presidentvalet 1860, och utsågs av guvernör William Alfred Buckingham till delegat till fredskonventet i Washington 1861, efter önskemål från delstaten Virginia.
Baldwin beskrevs som en djupt troende kristen som studerade Bibeln varje dag.
Han avled i New Haven den 19 februari 1863 vid 70 års ålder. Han begravdes på Grove Street Cemetery.
Baldwin var far till Simeon Eben Baldwin, som var guvernör i Connecticut 1911-1915.

## Roger Baldwin i populärkulturen
En förenklad version av händelserna kring Amistadrättegången gjordes till en film som hette Amistad 1997, där Matthew McConaughey spelade Roger Sherman Baldwin.